# Arumecla galliena
Espèce
Arumecla galliena est une espèce d'insectes lépidoptères - ou papillons de la famille des Lycaenidae, sous-famille des Theclinae et du genre Arumecla.

## Dénomination
Arumecla galliena a été décrit par William Chapman Hewitson en 1877, sous le nom initial de Thecla galliena.
Synonyme: Thecla iopas Godman & Salvin, [1887]; Thecla lophis Druce, 1912.

### Noms vernaculaires
Arumecla galliena se nomme Red-based Groundstreak en anglais.

## Description
Arumecla galliena est un petit papillon aux pattes et aux antennes annelées de blanc et de noir, qui possède à chaque aile postérieure deux fines queues.
Le dessus est bleu bordé de marron.
Le revers est beige avec une fine ligne postdiscale marron doublée de blanc et un gros ocelles rouge submarginal entre les deux queues.

## Écologie et distribution
Arumecla galliena est présent au Nicaragua, au Costa Rica, en Colombie et en Équateur,.

### Protection
Pas de statut de protection particulier.